# Algee Smith
Algee Smith (Saginaw, 7 november 1994) is een Amerikaanse acteur en zanger.

## Biografie
Algee Smith werd in 1994 geboren in Saginaw (Michigan) als de zoon van Algee Smith III en Tanesha Eley. Op achtjarige leeftijd verhuisde hij met zijn familie naar Atlanta.
Als tiener deed hij een auditie voor de zangwedstrijd The Next BIG Thing van Radio Disney. Als een gevolg daarvan werd hij door Disney gecast als de rapper Da Boss in de tv-film Let It Shine (2012). Daarnaast versierde hij ook kleine rollen in de series Army Wives en How to Rock.
In 2017 vertolkte Smith zanger Ralph Tresvant in The New Edition Story, een miniserie over R&B-band New Edition. Datzelfde jaar kroop hij ook in de huid van Larry "L.J." Reynolds, zanger van de Motown-band The Dramatics, voor de historische misdaadfilm Detroit (2017).
In juni 2017 bracht Smith zijn debuut-EP Listen uit.

## Filmografie

### Film
- Earth to Echo (2014)
- Barely Lethal (2015)
- Detroit (2017)
- The Hate U Give (2018)
- Judas and the Black Messiah (2021)
- Mother/Android (2021)

### Televisie
- How to Rock (2012)
- Army Wives (2012)
- Let It Shine (2012) (tv-film)
- Earth to Echo (2014)
- Complications (2015)
- The Infamous (2016) (tv-film)
- Here We Go Again (2016)
- Saints & Sinners (2016)
- The New Edition Story (2017)
- Electric Dreams (2018)
- The Bobby Brown Story (2018)
- Euphoria (2019)